# Paleokonserwatyzm
Paleokonserwatyzm (z gr. palaiós 'stary, dawny') – nazwa tradycyjnego nurtu amerykańskiej myśli konserwatywnej, stojącego w opozycji do neokonserwatyzmu. Paleokonserwatyści pozostają krytyczni wobec współczesnego kształtu demokracji liberalnej, postulując odrodzenie klasycznych cnót obywatelskich i zachowanie systemu wzajemnej kontroli i równowagi władzy ustawodawczej, wykonawczej i sądowniczej (checks and balances). Myśliciele tego nurtu  w większym stopniu niż neocons zwracają uwagę na potrzebę powrotu społeczeństwa amerykańskiego do zasad moralnych ufundowanych na religii. Są przeciwnikami centralizacji władzy i homogenizacji społeczeństwa. Zwracają uwagę na nieustanny rozrost funkcji rządu w ostatnich dziesięcioleciach. W polityce zagranicznej opowiadają się za izolacjonizmem, a imperializm znamionujący ich zdaniem działania administracji kolejnych republikańskich i demokratycznych prezydentów uważają za niebezpieczny przejaw  politycznego mesjanizmu. Termin paleokonserwatyzm stworzony przez Paula Gottfrieda utożsamiany jest niekiedy z doktryną Starej Prawicy. Środowisko paleos skupione jest wokół Instytutu Rockforda i redakcji pisma Chronicles.
Wybrani przedstawiciele:
- Thomas Molnar
- John Lukacs
- Paul Gottfried
- Russell Kirk
- Thomas Fleming
- Patrick Buchanan
- Jacob Neusner
- Allan Carlson
- James Kalb

Inni znani przedstawiciele:
- Leopold Tyrmand